# 糖尿病并发症
糖尿病併發症是指罹患糖尿病後所引發的併發症。糖尿病併發症可分為急性併發症與慢性併發症，這些併發症會影響人體多個器官系統，嚴重時可能大幅損害生活品質，甚至導致長期殘疾。
影響糖尿病併發症的因素之一是血糖控制的情況。總體而言，在血糖水平得到良好控制的糖尿病患者中，出現併發症的機率明顯較低，即使出現，嚴重程度也相對較輕。
除了血糖控制之外，也存在一些無法控制的風險因素可能導致併發症，例如糖尿病發病時的年齡、糖尿病的類型、性別與遺傳。此外，其他健康問題也會加重糖尿病的慢性併發症風險，例如吸菸、肥胖、高血壓、膽固醇水平過高與缺乏定期運動等。